# Vicia taipaica
Vicia taipaica är en ärtväxtart som beskrevs av Kun Tsun Fu. Vicia taipaica ingår i släktet vickrar, och familjen ärtväxter. Inga underarter finns listade i Catalogue of Life.